# Morten Tyldum

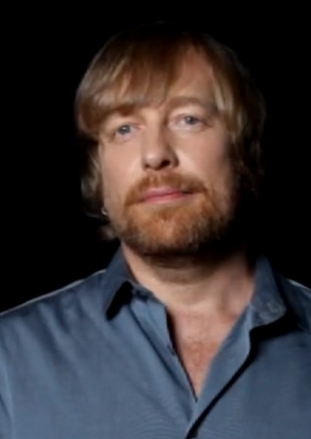
Morten Tyldum, 2013

Morten Tyldum (* 19. Mai 1967 in Bergen) ist ein norwegischer Regisseur.

## Leben
Tyldum wurde an der School of Visual Arts in New York City ausgebildet. Anschließend ging er zurück nach Norwegen, um für den Fernsehsender NRK zu arbeiten. Er arbeitete weiterhin als Regisseur für Musikvideos, Werbevideos und Kurzfilme. Er wurde 1999 in seiner Heimat als Filmtalent des Jahres ausgezeichnet.
2003 wurde sein Filmdebüt Buddy veröffentlicht. Der Film erhielt gemischte Kritiken.
2008 führte er bei einer Folge der Kriminalserie Der Wolf Regie. Diese erschien als Kinofilm.
2011 kam Tyldums dritter Film, Headhunters, in die Kinos, eine Verfilmung des gleichnamigen Romans von Jo Nesbø. Der Film erhielt positive Kritiken. Des Weiteren wurde er in Norwegen der kommerziell erfolgreichste Kinofilm aller Zeiten.
Tyldums erster englischsprachiger Film ist das Drama The Imitation Game – Ein streng geheimes Leben (2014) über das Leben des britischen Mathematikers Alan Turing, der acht Oscarnominierungen erhielt, u. a. in den Kategorien Beste Regie und Bester Film, und schließlich mit einem Oscar in der Kategorie Bestes adaptiertes Drehbuch prämiert wurde.
Zuletzt führte Tyldum bei dem Science-Fiction-Film Passengers Regie.

## Auszeichnungen und Nominierungen
- Nominiert für den Oscar für Beste Regie (The Imitation Game – Ein streng geheimes Leben, 2015).

## Filmografie (Auswahl)
- 2003: Buddy
- 2008: Der Wolf Episode „Gefallene Engel“ (Varg Veum – Falne engler)
- 2011: Headhunters (Hodejegerne)
- 2014: The Imitation Game – Ein streng geheimes Leben (The Imitation Game)
- 2016: Passengers
- 2017: Counterpart (TV-Serie)
- 2018: Tom Clancy’s Jack Ryan (TV-Serie)
- 2023: Silo (Fernsehserie)